# 羅伯托·維蒂埃洛
羅伯托·維蒂埃洛（義大利語：Roberto Vitiello；1983年5月8日—）是一位意大利足球運動員。在場上的位置是右後衛。他現在效力於意大利足球甲級聯賽球隊巴勒莫足球俱樂部。